# David García de la Cruz
David García de la Cruz, deportivamente conocido como David García (Manresa, Barcelona, España, 16 de enero de 1981) es un exfutbolista español.

## Trayectoria
Habiendo sido un producto de la cantera espanyolista, debutó en la máxima competición nacional un 8 de enero de 2000 en partido de liga contra el Deportivo de la Coruña y desde entonces ha sido siempre el jugador predilecto por los entrenadores en la banda izquierda de la defensa. El 30 de junio de 2011 deja de pertenecer al equipo de toda su vida al finalizar la relación contractual que unían a ambas partes, se retiró al finalizar temporada 2014/15 en el Girona FC.

## Clubes
| Club           | País   | Año       | Partidos | Goles |
| -------------- | ------ | --------- | -------- | ----- |
| RCD Espanyol B | España | 1999-2000 | 31       | 6     |
| RCD Espanyol   | España | 2000-2011 | 324      | 5     |
| Girona FC      | España | 2011-2015 | 114      | 4     |

## Palmarés

### Campeonatos nacionales
| Título       | Club         | País   | Año  |
| ------------ | ------------ | ------ | ---- |
| Copa del Rey | RCD Espanyol | España | 2000 |
| Copa del Rey | RCD Espanyol | España | 2006 |

### Otros campeonatos oficiales
| Título        | Club         | País   | Año  |
| ------------- | ------------ | ------ | ---- |
| Copa Cataluña | RCD Espanyol | España | 2010 |

- Datos: Q703442
- Multimedia: David García de la Cruz / Q703442